# Lorène Bazolo
Lorène Dorcas Bazolo (sinh ngày 4 tháng 5 năm 1983) là một vận động viên điền kinh và người Bồ Đào Nha đến từ Brazzaville. Cô là người giữ kỷ lục quốc gia trong 100 mét, với thời gian 11,72 giây. Cô là người mang cờ cho quốc gia tại Thế vận hội Mùa hè 2012.
Cô đã tham dự Giải vô địch châu Phi về điền kinh năm 2008, 2010 và 2012 và đại diện cho Congo ở cả 100   m ở 200 mét tại Đại hội Thể thao toàn châu Phi 2011. Cô cũng đã đại diện cho quốc gia của mình tại Summer Universiade (2009 và 2011) và Jeux de la Francophonie 2009.
Trong năm 2013, cô đến Bồ Đào Nha để tị nạn chính trị và sớm gia nhập câu lạc bộ điền kinh JOMA, và sau đó, Câu lạc bộ thể thao de Bồ Đào Nha. Sau khi có được quyền công dân Bồ Đào Nha trong năm 2016, cô đã phá kỷ lục 100m quốc gia, hiện được thiết lập ở mức 11,21 giây.